# 戸越公園駅
戸越公園駅（とごしこうえんえき）は、東京都品川区戸越五丁目にある、東急電鉄大井町線の駅である。駅番号はOM03。

## 歴史
駅の高架化計画があり、2025年度に認可を取得する予定である。2022年4月18日に開催した品川区総務委員会の品川区総合実施計画の資料では、2024年度の予定であった。

### 年表
- 1927年（昭和2年）7月6日：目黒蒲田電鉄大井町線大井町駅 - 大岡山駅間開通時に蛇窪駅（へびくぼえき）として開設[1]。
- 1936年（昭和11年）1月1日：戸越公園駅（とごしこうえんえき）へ改称[1]。
- 1974年（昭和49年）4月1日：18 m車4両編成から8000系による大形20 m車4両編成運行開始[4][5]。これに伴い、当駅におけるドアカット開始[4][5]。
- 2013年（平成25年）2月24日：ホーム延伸、当駅で約39年間続いたドアカットが解消される[6]。

## 駅構造
相対式ホーム2面2線を有する地上駅。駅舎は各ホームごとにある。
ホームと改札間には階段・スロープがある。2面あるホーム間には連絡通路がなく、改札内での往来は出来ない。トイレは下り線側にある。
かつては前後が踏切に挟まれており、ホーム有効長はかつて運行されていた18 m車で4両編成、後に投入される大形20 m車で3両編成分しか確保出来ないことから、大井町寄り2両はドアが開かずドアカット扱いを実施していた。2013年（平成25年）2月に大井町寄りにある踏切を移設する形でホーム有効長を2両分延伸する工事が完了し、同月24日よりドアカットが解消された。
サービス係「専門社員」導入駅のため、大井町駅より遠隔監視している。

### ドアカットの歴史
1974年（昭和49年）4月より、田園都市線（当時）でそれまでの18 m車4両編成から8000系による大形20 m車4両編成運行が開始されたが、踏切に挟まれた当駅はホーム有効長が確保出来ないため、大井町寄り1両をドアカットとした。
1976年（昭和51年）4月からは5両編成運行が開始され、1981年（昭和56年）4月1日からは初代6000系、7200系による18 m車6両編成運行が開始され、これらの車両では大井町寄り2両がドアカットとなった（初代5000系5両編成は大井町寄り1両がドアカット）。なお、18 m車6両編成は1989年（平成元年）1月26日ダイヤ改正で運行終了している。

### のりば
| 番線 | 路線     | 方向 | 行先                           |
| ---- | -------- | ---- | ------------------------------ |
| 1    | 大井町線 | 下り | 自由が丘・二子玉川・溝の口方面 |
| 2    | 大井町線 | 上り | 大井町方面                     |

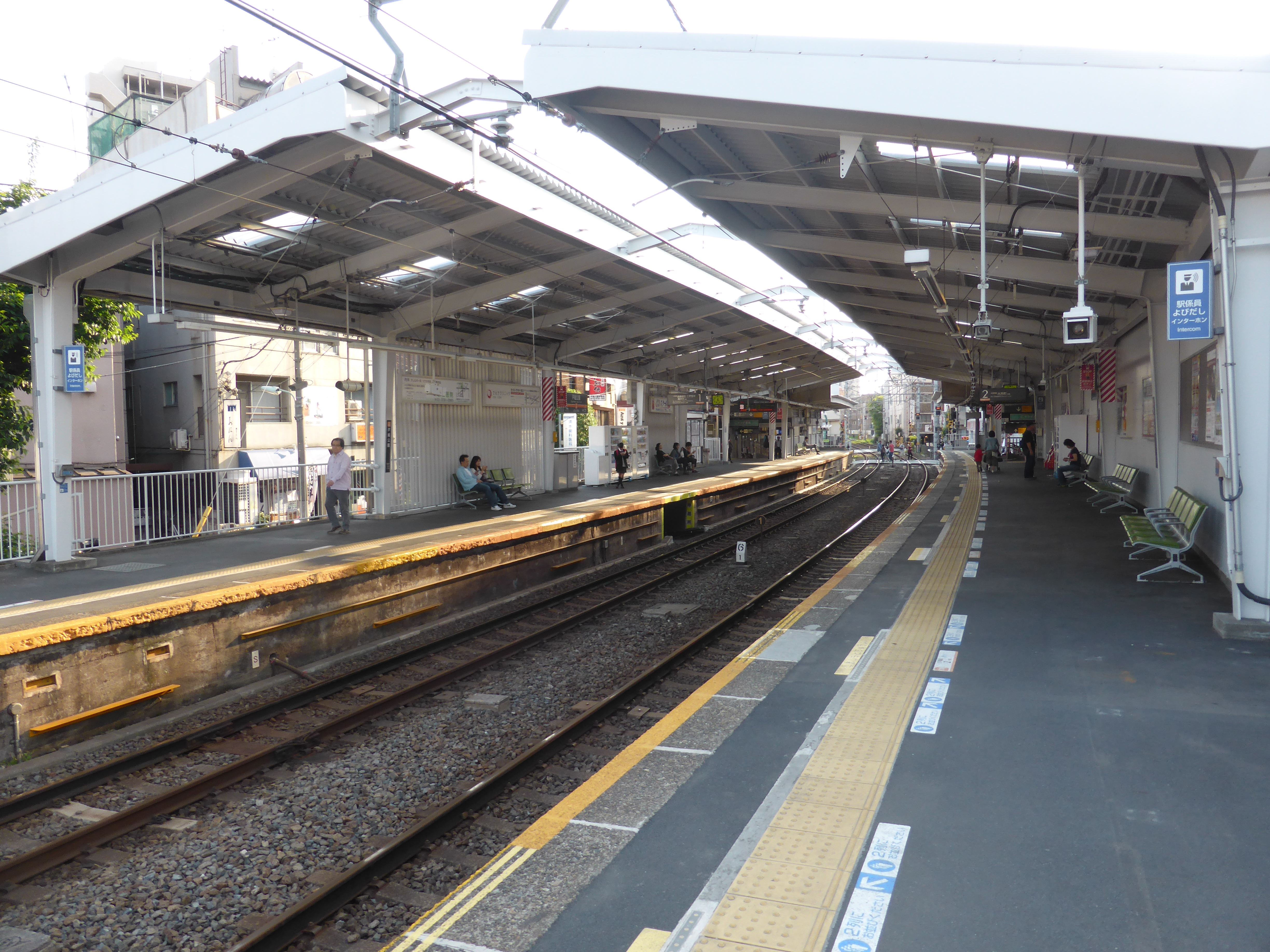
ホームは緩やかなカーブを描いている。
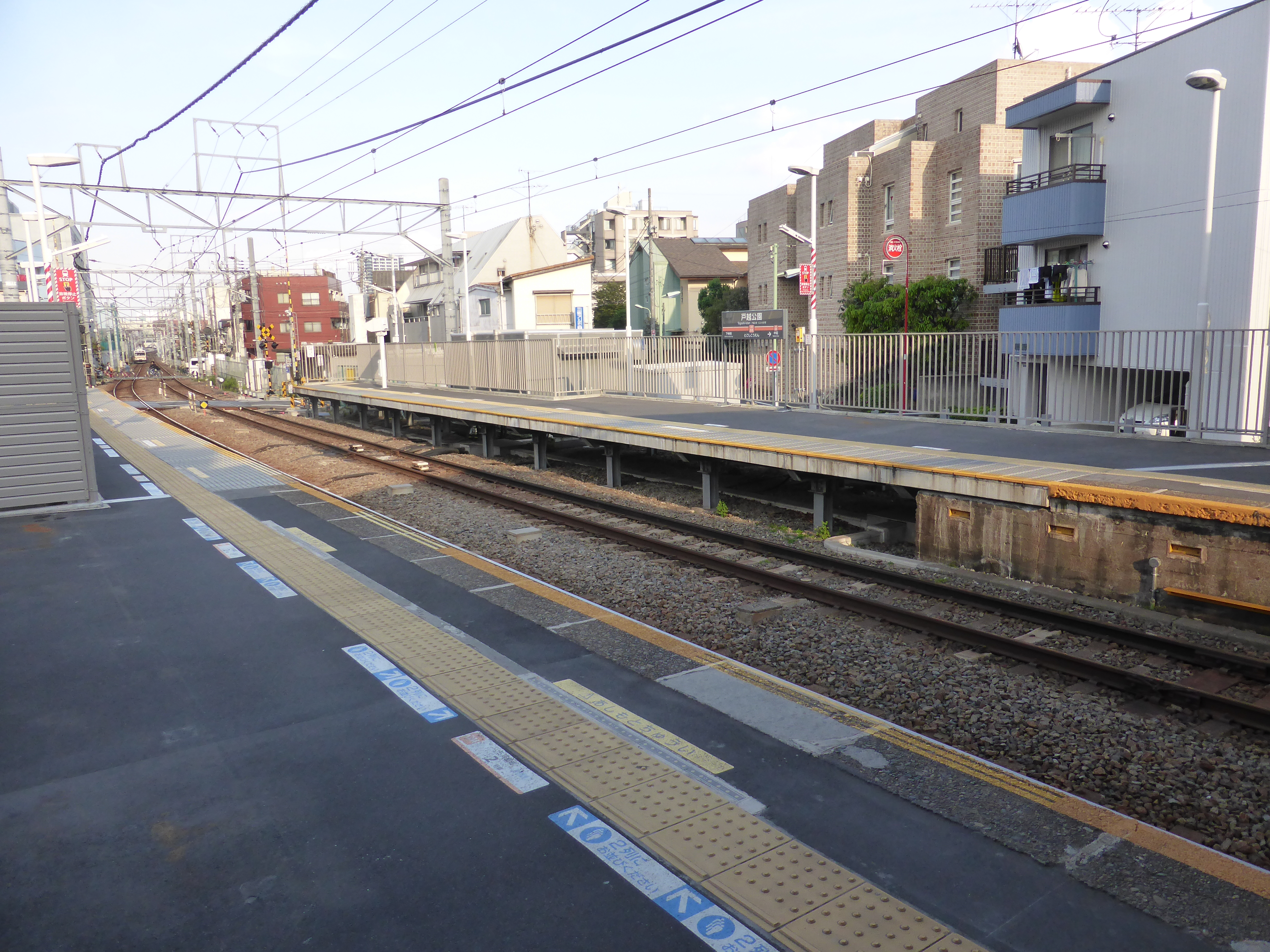
大井町方周辺道路付替えとホーム延伸に伴い、当駅でのドアカットは解消された。

## 利用状況
2024年度の1日平均乗降人員は13,597人である。
近年の1日平均乗降・乗車人員の推移は下記の通り。
| 年度               | 1日平均 乗降人員 | 1日平均 乗車人員 | 出典     |
| ------------------ | ---------------- | ---------------- | -------- |
| 1990年（平成02年） |                  | 9,225            | [ * 1 ]  |
| 1991年（平成03年） |                  | 9,322            | [ * 2 ]  |
| 1992年（平成04年） |                  | 9,030            | [ * 3 ]  |
| 1993年（平成05年） |                  | 8,923            | [ * 4 ]  |
| 1994年（平成06年） |                  | 8,534            | [ * 5 ]  |
| 1995年（平成07年） |                  | 8,332            | [ * 6 ]  |
| 1996年（平成08年） |                  | 7,863            | [ * 7 ]  |
| 1997年（平成09年） |                  | 7,748            | [ * 8 ]  |
| 1998年（平成10年） |                  | 7,430            | [ * 9 ]  |
| 1999年（平成11年） |                  | 7,128            | [ * 10 ] |
| 2000年（平成12年） |                  | 6,984            | [ * 11 ] |
| 2001年（平成13年） |                  | 6,839            | [ * 12 ] |
| 2002年（平成14年） | 13,106           | 6,641            | [ * 13 ] |
| 2003年（平成15年） | 13,229           | 6,683            | [ * 14 ] |
| 2004年（平成16年） | 13,297           | 6,641            | [ * 15 ] |
| 2005年（平成17年） | 13,160           | 6,598            | [ * 16 ] |
| 2006年（平成18年） | 13,208           | 6,619            | [ * 17 ] |
| 2007年（平成19年） | 13,365           | 6,658            | [ * 18 ] |
| 2008年（平成20年） | 13,097           | 6,529            | [ * 19 ] |
| 2009年（平成21年） | 12,867           | 6,408            | [ * 20 ] |
| 2010年（平成22年） | 12,810           | 6,367            | [ * 21 ] |
| 2011年（平成23年） | 12,815           | 6,369            | [ * 22 ] |
| 2012年（平成24年） | 13,139           | 6,529            | [ * 23 ] |
| 2013年（平成25年） | 14,752           | 7,329            | [ * 24 ] |
| 2014年（平成26年） | 14,102           | 7,002            | [ * 25 ] |
| 2015年（平成27年） | 14,227           | 7,056            | [ * 26 ] |
| 2016年（平成28年） | 14,369           | 7,126            | [ * 27 ] |
| 2017年（平成29年） | 14,268           | 7,068            | [ * 28 ] |
| 2018年（平成30年） | 13,718           | 6,792            | [ * 29 ] |
| 2019年（令和元年） | 13,681           | 6,768            | [ * 30 ] |
| 2020年（令和02年） | 10,426           |                  |          |
| 2021年（令和03年） | 11,468           |                  |          |
| 2022年（令和04年） | 12,141           |                  |          |
| 2023年（令和05年） | 12,977           |                  |          |
| 2024年（令和06年） | 13,597           |                  |          |

## 駅周辺
- 戸越公園 : 駅名の由来となる江戸時代の肥後国熊本藩細川家の下屋敷の名残りである静かな庭園である。駅から徒歩5分（品川区豊町二丁目1-30）。
- 蛇窪神社：開業時の駅名の由来となった神社。駅から徒歩12分（品川区二葉四丁目4-12）で、神社から当駅までのルートは白蛇さまの戻り道開運コースと称されている。なお、距離的には隣の中延駅の方が近い。

### 官公庁・公共施設
- 戸越公園
- 文庫の森
- 品川区立ゆたか図書館
- 品川区立戸越体育館
- ゆたか児童センター
- 南ゆたか児童センター
- 品川区ゆたかシルバーセンター
- 東京消防庁荏原消防署戸越出張所
- 荏原医師会附属診療所
- 品川区戸越台中学校温水プール

### 教育機関

#### 高等学校
- 東京都立大崎高等学校

#### 小中学校
- 品川区立戸越小学校
- 品川区立大原小学校
- 品川区立豊葉の杜学園

#### 保育園・幼稚園
- 品川区立ゆたか保育園
- 品川区立南ゆたか保育園
- 日本音楽学校幼稚園
- グローバルキッズ戸越園
- とごし幼稚園
- 東戸越保育園
- けやき保育園
- めるへんキッズ戸越

### 郵便局 ・ 金融機関
- 品川戸越郵便局
- みずほ銀行 戸越支店
- 東日本銀行 戸越支店
- さわやか信用金庫 戸越公園支店

### 交通
- 横須賀線・湘南新宿ライン 西大井駅：徒歩12分程度。
- 都営地下鉄浅草線 戸越駅：徒歩13分程度。
- 東急大井町線 下神明駅：徒歩11分程度。
- 東急池上線 戸越銀座駅：徒歩15分程度。
- 四間通り
- 戸越三丁目 東急バス：徒歩9分程度[15]。
  - 反01系統[15]：五反田駅 行[15]、川崎駅ラゾーナ広場 行[15]
  - 反02系統[15]：五反田駅 行[15]、池上警察署 行[15]

### 神社仏閣
- 戸越八幡神社
- 下神明天祖神社
- 行慶寺
- 大東山還来寺
- 大原不動尊

### 企業
- SMK 本社

### 温泉・銭湯施設
- 戸越銀座温泉

### 店舗
- 戸越公園商店街 :「戸越公園中央商店街」と「戸越公園駅前南口商店街」が連続的に位置している[16]。TBS系の金曜ドラマ『Stand Up!!』（2003年7月から9月に放送）の舞台にもなった。
- オオゼキ 戸越公園店
- オーケー戸越店
- ツルハドラッグ 戸越公園店
- ヘルスケアセイジョー 戸越公園店
- ビーケアセイジョー 戸越公園店
- SAKURAドラッグ 戸越公園店

## ギャラリー

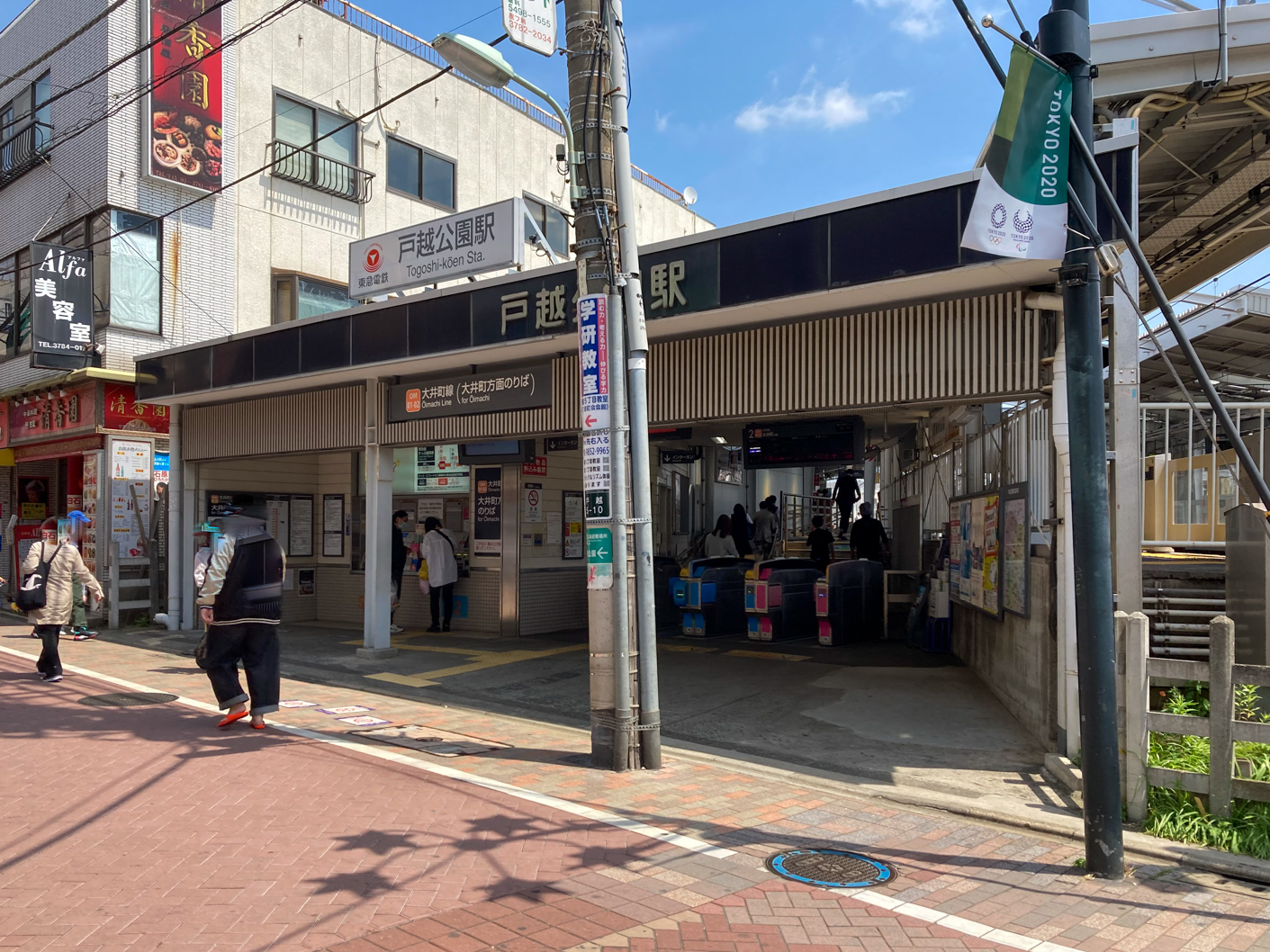
大井町方面入口（2021年4月25日）
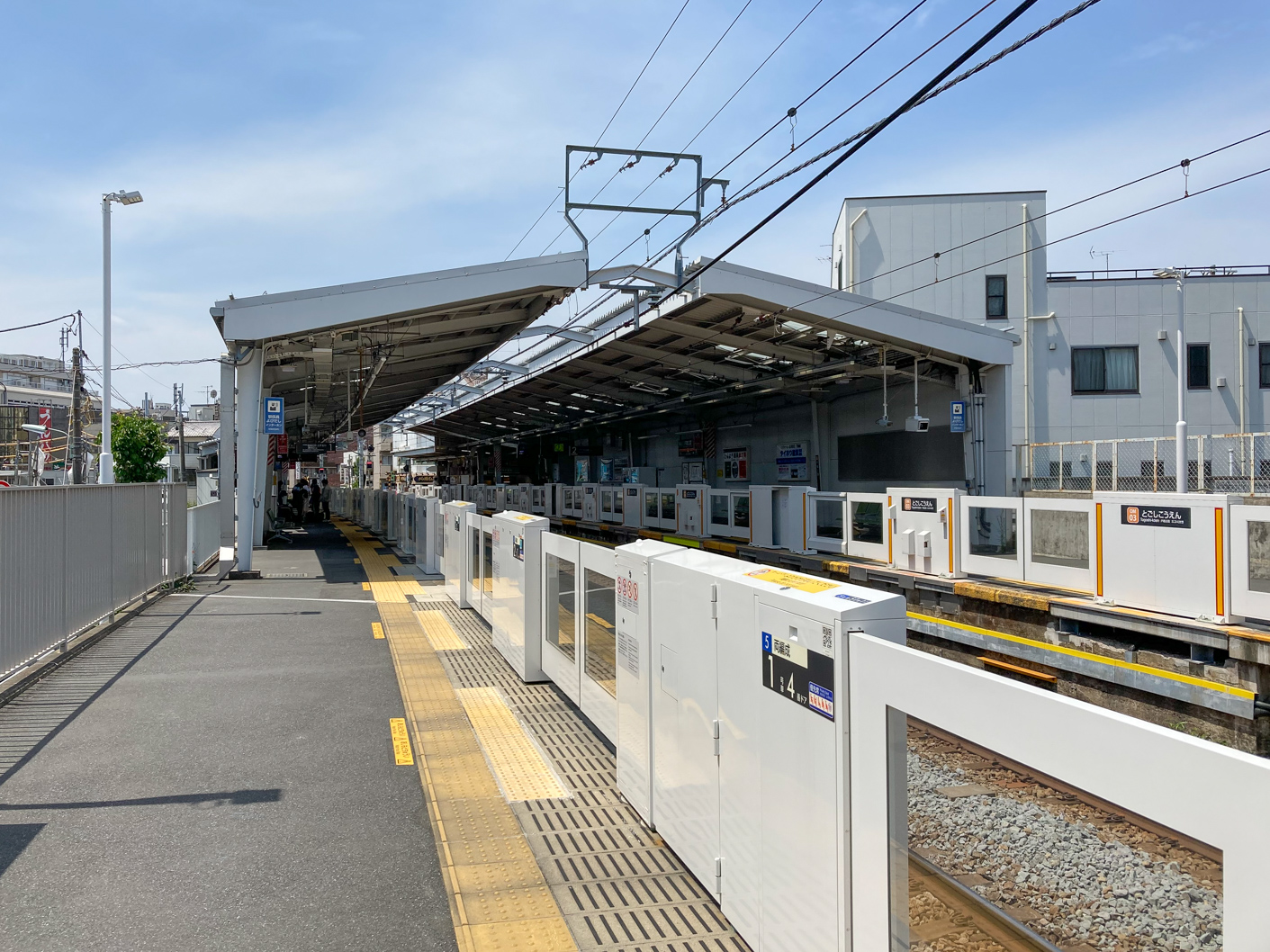
ホーム（ホームドア設置後）(2021年4月25日）
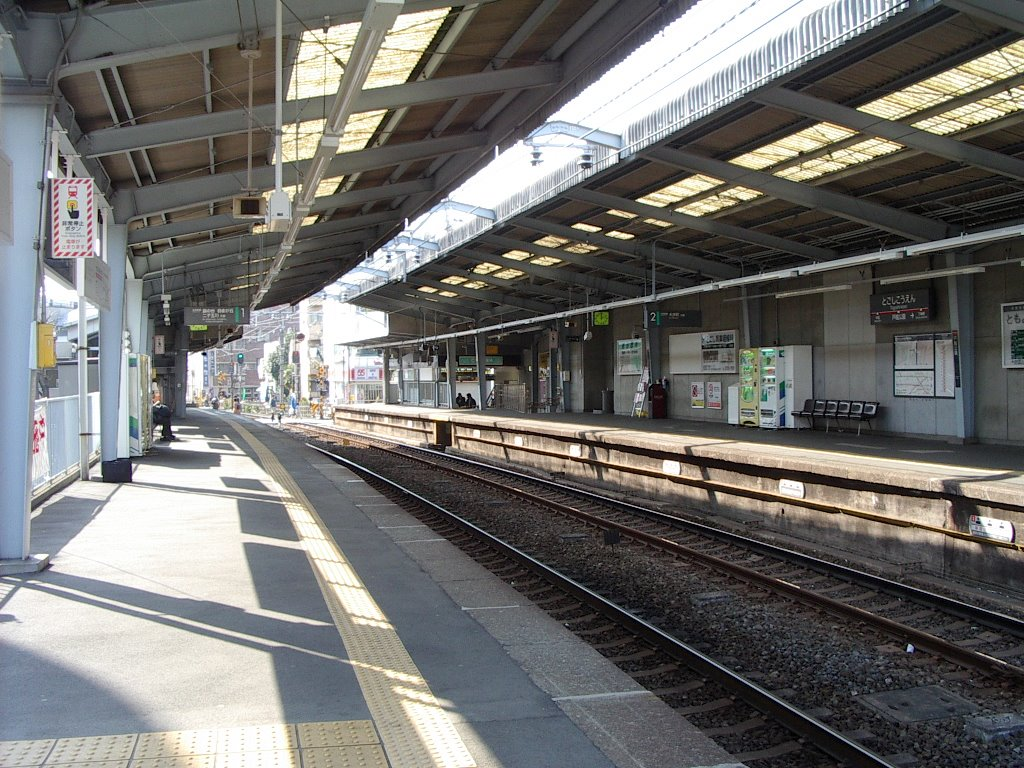
ホーム（2007年3月4日）
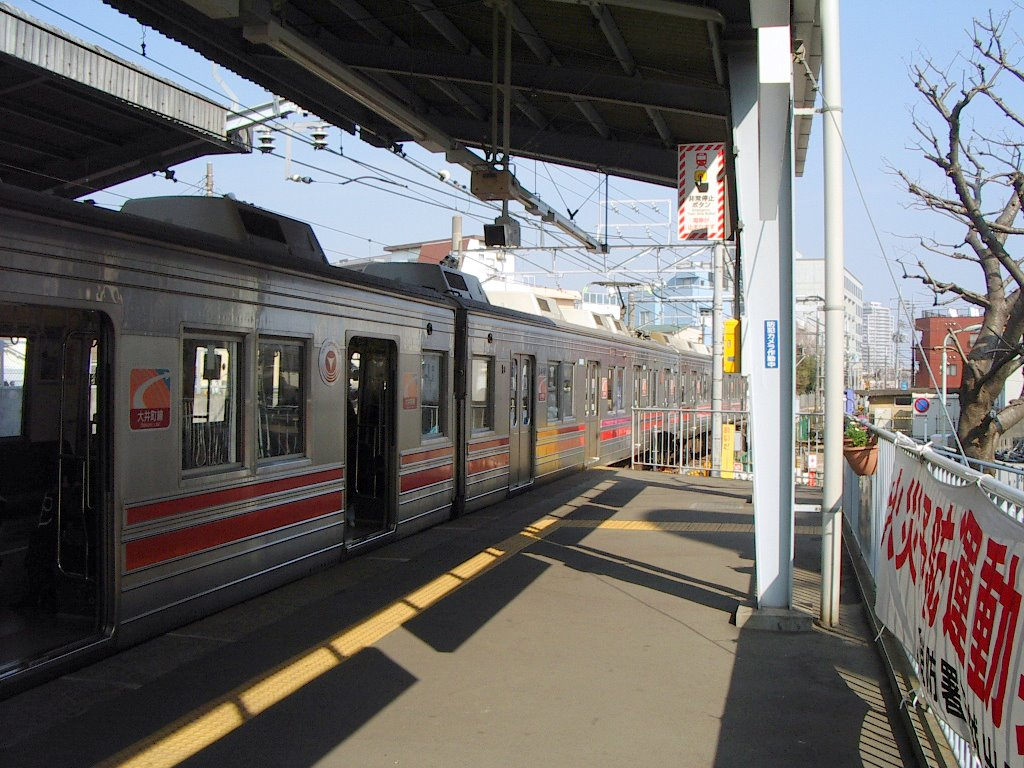
かつて行われていたドアカットの状況（2007年3月4日）
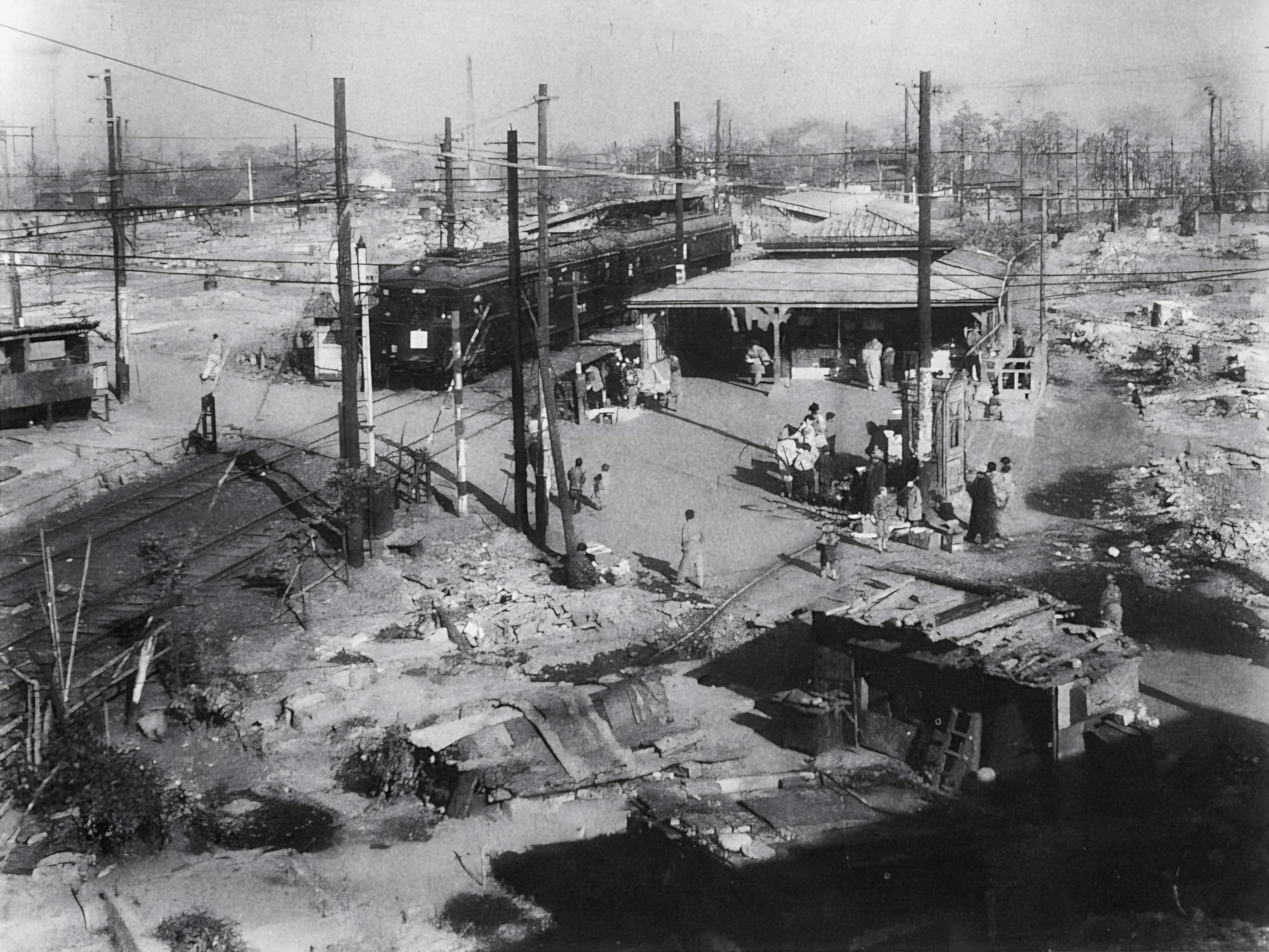
1945年（昭和20年）の戸越公園駅

## 隣の駅
東急電鉄
 大井町線
■急行
通過
□各駅停車（二子新地・高津は通過）・■各駅停車（二子新地・高津に停車）
下神明駅 (OM02) - 戸越公園駅 (OM03) - 中延駅 (OM04)